# De syv valfartskirker i Rom
De syv valfartskirker i Rom er syv gamle kirker i Romerriget, som har været vigtige for byens tilrejsende pilgrimme.
De er blevet registret i den følgende rækkefølge af Franzini (1595) i 1995: Sankt Peters Basilika, (Peterskirken), San Giovanni Lateran, (Laterankirken) i Rom, San Paolo fuori le mura, (Skt. Pauls kirke i Rom), Santa Maria Maggiore, (kirke indviet til Jomfru Maria), San Lorenzo fuori le mura, (Skt. Laurentiuskirken), San Sebastians kirke og Santa Croce i Jerusalem, (Det hellige kors' kirke i Jerusalem), som i antikken var en del af Romerriget
San Sebastians kirke blev i år 2000 erstattet af Santuario della Madonna del Divino Amore, en kirke indviet til Jomfru Maria på foranledning af Pave Johannes Paul II ved det store jubilæumsstævne for 2000-året for kristi fødsel.
Oprindelig var der en pilgrimsrute, kaldet Via delle 7 chiese (De syv kirkers vej), som forbandt kirkerne med hinanden, men der eksisterer i dag blot en lille del af den oprindelige rute.

## De syv oprindelige kirker på pilgrimsruten
| De syv oprindelige kirker på pilgrimsruten | De syv oprindelige kirker på pilgrimsruten | De syv oprindelige kirker på pilgrimsruten | De syv oprindelige kirker på pilgrimsruten | De syv oprindelige kirker på pilgrimsruten | De syv oprindelige kirker på pilgrimsruten | De syv oprindelige kirker på pilgrimsruten |
| ------------------------------------------ | ------------------------------------------ | ------------------------------------------ | ------------------------------------------ | ------------------------------------------ | ------------------------------------------ | ------------------------------------------ |
|                                            |                                            |                                            |                                            |                                            |                                            |                                            |
| Saint Peters                               | San Giovanni in Laterano                   | San Paolo Fuori le Mura                    | Santa Maria Maggiore                       | San Lorenzo Fuori le Mura                  | Santa Croce in Gerusalemme                 | San Sebastiano                             |